# Казармы 35-го Брянского пехотного полка (Кременчуг)
Казармы 35-го пехотного Брянского полка — памятник архитектуры города Кременчуг (Полтавская область, Украина). Представляют собой одни из немногих сохранившихся дореволюционных сооружений города.

## История
Во второй половине XIX века в Российской империи действовали специальные комиссии по решению вопросов расквартирования военнослужащих. В 1876 году принимается решение о выделении 30 млн рублей для сооружения казарм, в основном в Европейской части империи.
Кременчуг в тот период являлся важным центром размещения воинского контингента страны. В 1900 году в городе находились: управление воинского начальника, 2-я бригада 9-й пехотной дивизии, 35-й пехотный Брянский полк, 34-й пехотный Севский полк, артиллерийский склад Одесского военного округа, городская артиллерийская бригада, 5-й резервный артиллерийский парк, Кременчугский интендантский вещевой склад Одесского военного округа, а также Кременчугский городской лазарет. Значительная часть военных учреждений размещалась в частном секторе (жилье офицеров, канцелярия, управления и так далее). Для рядовых предназначались казармы. В начале XX века в Кременчуге находились, в частности, Днепровские казармы, «Сахарные казармы» (размещались в помещениях бывшего сахарного завода), «Бульварные казармы», казармы на Песчаной поре, на территории артиллерийских складов и интендантского склада, казармы городского гарнизона, 35-го пехотного Брянского полка и 36-го пехотного Орловского полка.

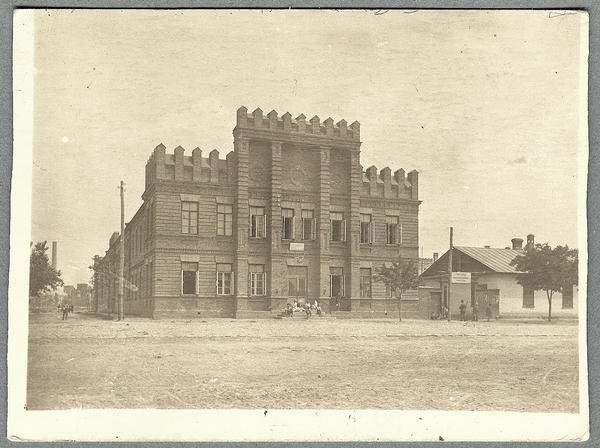
Казармы полка в период до 1917 года

После возвращения в город 35-го пехотного Брянского полка после Русско-японской войны было принято решение о переоборудовании для его нужд деревянных «Бульварных» казарм. Строительство новых каменных зданий велось в течение 1910-1911 годов. Созданный ансамбль казарм отличается использованием элементов средневековой крепостной архитектуры, в частности, зубцов-бойниц. Здания схожи по функциональному предназначению и композиции, однако не являются одинаковыми. В 1913 году планировалось сооружение звонницы над походной церковью Преображения Господня, расположенной в ансамбле. Однако планы не были осуществлены из-за Первой мировой войны.
Сооружения, частично уцелевшие во Второй мировой войне, когда было разрушено более 90 процентов города, были восстановлены в советский период и использовались десантной частью, а позже — СБУ в качестве тренировочной базы. По состоянию на 2016 год, казармы, включенные в перечень памятников архитектуры Кременчуга, приходят в упадок. На территории располагается походная церковь.